# Montrevault
Montrevault is een plaats en voormalige gemeente in het Franse departement Maine-et-Loire in de regio Pays de la Loire. De plaats maakt deel uit van het arrondissement Cholet.

## Geschiedenis
Montrevault de hoofdplaats van het gelijknamige kanton tot dit op 15 maart 2015 werd opgeheven en de gemeenten opgingen in het kanton Beaupréau. Op 15 december 2015 fuseerden de gemeenten van het voormalige kanton tot de commune nouvelle Montrevault-sur-Èvre, waarvan Montrevault de hoofdplaats werd.

## Geografie
De oppervlakte van Montrevault bedraagt 2,7 km², de bevolkingsdichtheid is 437,0 inwoners per km².
De onderstaande kaart toont de ligging van Montrevault met de belangrijkste infrastructuur en aangrenzende gemeenten.

## Demografie
Onderstaande figuur toont het verloop van het inwonertal.
La Boissière-sur-Èvre · Chaudron-en-Mauges  ·La Chaussaire · Le Fief-Sauvin · Le Fuilet · Montrevault · Le Puiset-Doré · Saint-Pierre-Montlimart · Saint-Quentin-en-Mauges · Saint-Rémy-en-Mauges · La Salle-et-Chapelle-Aubry